# 白藤街道
白藤街道，是中华人民共和国广东省珠海市斗门区下辖的一个乡镇级行政单位。

## 行政区划
白藤街道下辖以下地区：
好景社区、群兴社区、团结社区、新城社区和白藤社区。